# V703 Возничего
V703 Возничего (лат. V703 Aurigae) — двойная затменная переменная звезда типа W Большой Медведицы (EW) в созвездии Возничего на расстоянии (вычисленном из значения параллакса) приблизительно 8911 световых лет (около 2732 парсеков) от Солнца. Видимая звёздная величина звезды — от +19m до +18,5m. Орбитальный период — около 0,2922 суток (7,013 часов).